# Основно училище със засилено трудово обучение
Основно училище със засилено трудово обучение е вид основно училище, съществувал в България между 1966 и 1991 година.
Първото училище от този вид е създаденото като експеримент през 1966 година Обединено училище „Пенчо Славейков“ в пловдивския цигански квартал Столипиново. В него професионалното обучение е засилено за сметка на общообразователните предмети. Просветната администрация отчита този формат като успешен, със значително подобряване на посещаемостта и процента на завършили, и през следващите десетилетия са създадени няколко десетки подобни училища – в началото на 90-те години те са 31 с 18 хиляди ученици. Въпреки отчетените успехи тези училища създават и значителни проблеми – завършилите ги ученици нямат достатъчна подготовка, за да продължат образованието си. В същото време заради ранната си възраст – 13 – 14 години – те не могат да започнат да работят. През 1990 – 1991 година основните училища със засилено трудово обучение преминават към общите програми на основните училища в страната.